# Verwaltungsgliederung Burkina Fasos
Der westafrikanische Staat Burkina Faso gliedert sich in 13 Regionen (französisch régions) und 45 Provinzen (frz. provinces), welche in Départements (frz. départements) und städtische sowie ländliche Gemeinden (frz. communes urbaines, communes rurales) geteilt sind. Regionen, Provinzen und Gemeinden haben als Gebietskörperschaften Rechte der Selbstverwaltung, parallel dazu bestehen Verwaltungsstrukturen, die durch Repräsentanten des Staates geführt werden, allerdings dieselben Territorien umfassen und zum Teil dieselben Namen tragen (Regionen, Provinzen).

## Geschichte
Bei seiner Unabhängigkeit 1960 bestand das damalige Obervolta aus zehn Kreisen. 1963 wurde das Land in vier Departements (Centre, Est, Volta-Noire und Hauts-Bassins) und diese in 40 Kreise unterteilt, nach dem Sturz Maurice Yaméogos wurden die Departements aufgelöst und 40 Kreise bildeten ab dem 10. März 1966 die Verwaltungsgliederung.
1974 kam es zu einer wirklichen Reform, um mit dem Erbe der kolonialen Verwaltungsstrukturen zu brechen. Am 7. Mai des Jahres wurden zehn Departements geschaffen, dem später ein Elftes folgte. Bei der Benennung der neuen Verwaltungseinheiten wurde auf ethnische Bezüge weitgehend verzichtet und neutrale Namen mit geografischen Bezügen gewählt. Untereinheiten waren Unterpräfekturen und Arrondissements, von denen es 1983 25, beziehungsweise 101 gab. Die Namen der elf Departements waren Comoé, Hauts-Bassins, Sud-Ouest, Volta-Noire, Centre-Ouest, Centre, Centre-Est, Est, Centre-Nord (zunächst Plateaux du Nord-Mossi), Nord (zunächst Yatenga) und Sahel.
Mit der Revolution von 1983 wurde das Land am 15. September 1983 in 25 Provinzen und 198 Departements eingeteilt, am 15. August 1984 kamen fünf Provinzen dazu, am 24. April 1996 stieg die Zahl der Provinzen auf 45. 2001 wurden oberhalb der Provinzen 13 Regionen geschaffen.

## Regionen und Provinzen

Provinzen Burkina Fasos
1 Balé
2 Bam
3 Banwa
4 Bazèga
5 Bougouriba
6 Boulgou
7 Boulkiemdé
8 Comoé
9 Ganzourgou
10 Gnagna
11 Gourma
12 Houet
13 Ioba
14 Kadiogo
15 Kénédougou
16 Komondjari
17 Kompienga
18 Kossi
19 Koulpélogo
20 Kouritenga
21 Kourwéogo
22 Léraba
23 Loroum
24 Mouhoun
25 Nahouri
26 Namentenga
27 Nayala
28 Noumbiel
29 Oubritenga
30 Oudalan
31 Passoré
32 Poni
33 Sanguié
34 Sanmatenga
35 Séno
36 Sissili
37 Soum
38 Sourou
39 Tapoa
40 Tuy
41 Yagha
42 Yatenga
43 Ziro
44 Zondoma
45 Zoundwéogo

Gemeinden Burkina Fasos

Die 13 Regionen Burkina Fasos sind zugleich Gebietskörperschaften, die vom Präsidenten des Regionalrates regiert werden, als auch Verwaltungseinheiten, denen ein vom Staat eingesetzter Gouverneur vorsteht. Als Gebietskörperschaft verfügen die Regionen über finanzielle Autonomie und die Freiheit, in sozioökonomischen, kulturellen und die Umwelt betreffenden Fragen tätig zu werden. Die Gemeinden innerhalb einer Region entsenden Vertreter in den Regionalrat, der den Präsidenten wählt. Seit 2001 bestehen die Regionen als Verwaltungseinheiten und 2006 fanden Kommunalwahlen statt, in deren Folge sich die Regionalräte konstituieren. Die Gouverneure wachen als Repräsentanten des Staates über die Umsetzung von Gesetzen und Verordnungen.
| N° | Regionen          | Hauptort       | Provinzen  | Städtische Gemeinden       | Ländliche Gemeinden                                                                                                   |
| -- | ----------------- | -------------- | ---------- | -------------------------- | --- |
| 1  | Boucle du Mouhoun | Dédougou       | Balé       | Boromo                     | Bagassi, Bana, Fara, Oury, Pâ, Pompoï, Poura, Siby, Yaho                                                              |
| 1  | Boucle du Mouhoun | Dédougou       | Banwa      | Solenzo                    | Balavé, Kouka, Sami, Sanaba, Tansila                                                                                  |
| 1  | Boucle du Mouhoun | Dédougou       | Kossi      | Nouna                      | Barani, Bomborokuy, Bourasso, Djibasso, Dokuy, Doumbala, Kombori, Madouba, Sono                                       |
| 1  | Boucle du Mouhoun | Dédougou       | Mouhoun    | Dédougou                   | Bondokuy, Douroula, Kona, Ouarkoye, Safané, Tchériba                                                                  |
| 1  | Boucle du Mouhoun | Dédougou       | Nayala     | Toma                       | Gassan, Gossina, Kougny, Yaba, Yé                                                                                     |
| 1  | Boucle du Mouhoun | Dédougou       | Sourou     | Tougan                     | Di, Gomboro, Kassoum, Kiembara, Lanfiéra, Lankoué, Toéni                                                              |
| 2  | Cascades          | Banfora        | Comoé      | Banfora, Niangoloko        | Bérégadougou, Mangodara, Moussodougou, Ouo, Sidéradougou, Soubakaniédougou, Tiéfora                                   |
| 2  | Cascades          | Banfora        | Léraba     | Sindou                     | Dakoro, Douna, Kankalaba, Loumana, Niankorodougou, Ouéléni, Wolonkoto                                                 |
| 3  | Centre            | Ouagadougou    | Kadiogo    | –                          | – |
| 4  | Centre-Est        | Tenkodogo      | Boulgou    | Bittou, Garango, Tenkodogo | Bagré, Bané, Béguédo, Bissiga, Boussouma, Komtoèga, Niaogo, Zabré, Zoaga, Zonsé                                       |
| 4  | Centre-Est        | Tenkodogo      | Koulpélogo | Ouargaye                   | Comin-Yanga, Dourtenga, Lalgaye, Sangha, Soudougui, Yargatenga, Yondé                                                 |
| 4  | Centre-Est        | Tenkodogo      | Kouritenga | Koupéla, Pouytenga         | Andemtenga, Baskouré, Dialgaye, Gounghin, Kando, Tensobentenga, Yargo                                                 |
| 5  | Centre-Nord       | Kaya           | Bam        | Kongoussi                  | Bourzanga, Guibaré, Nasséré, Rollo, Rouko, Sabcé, Tikaré, Zimtenga                                                    |
| 5  | Centre-Nord       | Kaya           | Namentenga | Boulsa                     | Boala, Boulsa, Bouroum, Dargo, Nagbingou, Tougouri, Yalgo, Zéguédéguin                                                |
| 5  | Centre-Nord       | Kaya           | Sanmatenga | Kaya                       | Barsalogho, Boussouma, Dablo, Korsimoro, Mané, Namissiguima, Pensa, Pibaoré, Pissila, Ziga                            |
| 6  | Centre-Ouest      | Koudougou      | Boulkiemdé | Koudougou                  | Bingo, Imasgo, Kindi, Kokologho, Koudougou, Nanoro, Nandiala, Pella, Poa, Ramongo, Sabou, Siglé, Soaw, Sourgou, Thyou |
| 6  | Centre-Ouest      | Koudougou      | Sanguié    | Réo                        | Dassa, Didyr, Godyr, Kordié, Kyon, Pouni, Ténado, Zamo, Zawara                                                        |
| 6  | Centre-Ouest      | Koudougou      | Sissili    | Léo                        | Biéha, Boura, Nébiélianayou, Niabouri, Silly, Tô                                                                      |
| 6  | Centre-Ouest      | Koudougou      | Ziro       | Sapouy                     | Bakata, Bougnounou, Cassou, Dalo, Gao                                                                                 |
| 7  | Centre-Sud        | Manga          | Bazèga     | Kombissiri                 | Doulougou, Gaongo, Ipelcé, Kayao, Saponé, Toécé                                                                       |
| 7  | Centre-Sud        | Manga          | Nahouri    | Pô                         | Guiaro, Pô, Tiébélé, Zecco, Ziou                                                                                      |
| 7  | Centre-Sud        | Manga          | Zoundwéogo | Manga                      | Béré, Bindé, Gogo, Gomboussougou, Guiba, Nobéré                                                                       |
| 8  | Est               | Fada N’Gourma  | Gnagna     | Bogandé                    | Bilanga, Coalla, Liptougou, Mani, Piéla, Thion                                                                        |
| 8  | Est               | Fada N’Gourma  | Gourma     | Fada N’Gourma              | Diabo, Diapangou, Matiacoali, Tibga, Yamba                                                                            |
| 8  | Est               | Fada N’Gourma  | Komondjari | Gayéri                     | Bartiébougou, Foutouri                                                                                                |
| 8  | Est               | Fada N’Gourma  | Kompienga  | Pama                       | Kompienga, Madjoari                                                                                                   |
| 8  | Est               | Fada N’Gourma  | Tapoa      | Diapaga                    | Botou, Kantchari, Logobou, Namounou, Partiaga, Tambaga, Tansarga                                                      |
| 9  | Hauts-Bassins     | Bobo-Dioulasso | Houet      | Bobo-Dioulasso             | |
| 9  | Hauts-Bassins     | Bobo-Dioulasso | Kénédougou | Orodara                    | Banzon, Djiguèra, Kangala, Kayan, Koloko, Kourinion, Kourouma, Morolaba, N’Dorola, Samogohiri, Samorogouan, Sindo     |
| 9  | Hauts-Bassins     | Bobo-Dioulasso | Tuy        | Houndé                     | Békuy, Béréba, Boni, Founzan, Koti, Koumbia                                                                           |
| 10 | Nord              | Ouahigouya     | Loroum     | Titao                      | Banh, Ouindigui, Sollé                                                                                                |
| 10 | Nord              | Ouahigouya     | Passoré    | Yako                       | Arbolé, Bagaré, Bokin, Gomponsom, Kirsi, La-Todin, Pilimpikou, Samba                                                  |
| 10 | Nord              | Ouahigouya     | Yatenga    | Ouahigouya                 | Barga, Kain, Kalsaka, Kossouka, Koumbri, Namissiguima, Oula, Rambo, Séguénéga, Tangaye, Thiou, Zogoré                 |
| 10 | Nord              | Ouahigouya     | Zondoma    | Gourcy                     | Bassi, Boussou, Gourcy, Léba, Tougo                                                                                   |
| 11 | Plateau Central   | Ziniaré        | Ganzourgou | Zorgho                     | Boudry, Kogho, Méguet, Mogtédo, Salogo, Zam, Zoungou                                                                  |
| 11 | Plateau Central   | Ziniaré        | Kourwéogo  | Boussé                     | Laye, Niou, Sourgoubila, Toéghin                                                                                      |
| 11 | Plateau Central   | Ziniaré        | Oubritenga | Ziniaré                    | Absouya, Dapélogo, Loumbila, Nagréongo, Ourgou-Manéga, Zitenga                                                        |
| 12 | Sahel             | Dori           | Oudalan    | Gorom-Gorom                | Déou, Markoye, Oursi, Tin-Akoff                                                                                       |
| 12 | Sahel             | Dori           | Séno       | Dori                       | Bani, Falagountou, Gorgadji, Sampelga, Seytenga                                                                       |
| 12 | Sahel             | Dori           | Soum       | Djibo                      | Arbinda, Baraboulé, Djibo, Diguel, Kelbo, Koutougou, Nassoumbou, Pobé-Mengao, Tongomayel                              |
| 12 | Sahel             | Dori           | Yagha      | Sebba                      | Boundoré, Mansila, Solhan, Tankougounadié, Titabé                                                                     |
| 13 | Sud-Ouest         | Gaoua          | Bougouriba | Diébougou                  | Bondigui, Dolo, Nioronioro, Tiankoura                                                                                 |
| 13 | Sud-Ouest         | Gaoua          | Ioba       | Dano                       | Dissin, Guéguéré, Koper, Niégo, Oronkua, Ouéssa, Zambo                                                                |
| 13 | Sud-Ouest         | Gaoua          | Noumbiel   | Batié                      | Boussoukoula, Kpuèré, Legmoin, Midebdo                                                                                |
| 13 | Sud-Ouest         | Gaoua          | Poni       | Gaoua                      | Bouroum-Bouroum, Bousséra, Djigouè, Gomblora, Kampti, Loropéni, Malba, Nako, Périgban                                 |